# Japan-Preis

Logo

Der Japan-Preis (jap. 日本国際賞, Nihon Kokusai Shō, dt. „Internationaler Japanpreis“) ist eine jährlich für herausragende Leistungen auf dem Gebiet der Naturwissenschaft oder der Technik vergebene Auszeichnung.

## Beschreibung
Der Japan-Preis ist pro Jahr mit insgesamt 50 Millionen Yen (ca. 490.000 Euro) dotiert. Er kann seinen Statuten zufolge an lebende Wissenschaftler aus aller Welt verliehen werden und genießt in Asien und unter Forschern ein Ansehen, das mit dem des Nobelpreises vergleichbar ist.

## Geschichte
Der Japan-Preis wurde 1981 durch mehrere japanische Industrielle initiiert und wird von The Science and Technology Foundation of Japan ausgelobt. Erstmals vergeben wurde der Preis 1985.

## Verleihungsfeier
Die Übergabe des Japan-Preises erfolgt jeweils im April im Verlauf einer feierlichen Zeremonie im Nationaltheater in Hayabusachō, an der die gesamte japanische Staatsführung teilnimmt: Kaiser und Kaiserin, der Premierminister, die Präsidenten der beiden Häuser des japanischen Parlaments und der Vorsitzende des obersten Gerichtshofes. Die Preisverleihung ist der Höhepunkt einer Festwoche, die in Japan offiziell Japan-Preis-Woche genannt wird und in der Fachkongresse und offizielle Empfänge (u. a. beim Premierminister) stattfinden.

## Träger des Japan-Preises
- 1985: John R. Pierce, Ephraim Katzir
- 1986: David Turnbull, Willem Kolff
- 1987: Henry Beachell, Gurdev S. Khush, Theodore Maiman
- 1988: Georges Vendryes, Donald A. Henderson, Isao Arita, Frank Fenner, Luc Montagnier, Robert Charles Gallo
- 1989: Frank Sherwood Rowland, Elias James Corey Jr.
- 1990: Marvin Minsky, W. Jason Morgan, Dan McKenzie, Xavier Le Pichon
- 1991: Jacques-Louis Lions, John Julian Wild
- 1992: Gerhard Ertl, Ernest John Christopher Polge
- 1993: Frank Press, Kary Mullis
- 1994: William Hayward Pickering, Arvid Carlsson
- 1995: Nick Holonyak, Edward F. Knipling
- 1996: Charles Kuen Kao, Masao Itō
- 1997: Takashi Sugimura, Bruce Ames, Joseph F. Engelberger, Hiroyuki Yoshikawa
- 1998: Leo Esaki, Jozef Schell, Marc C. E. Van Montagu
- 1999: W. Wesley Peterson, Jack L. Strominger, Don Craig Wiley
- 2000: Ian L. McHarg, Kimishige Ishizaka
- 2001: John B. Goodenough, Timothy R. Parsons
- 2002: Tim Berners-Lee, Anne McLaren, Andrzej K. Tarkowski
- 2003: Benoît Mandelbrot, James Yorke, Seiji Ogawa
- 2004: Kenichi Honda, Akira Fujishima, Keith J. Sainsbury, John H. Lawton
- 2005: Makoto Nagao, Masatoshi Takeichi, Erkki Ruoslahti
- 2006: John T. Houghton, Akira Endō
- 2007: Albert Fert, Peter Grünberg, Peter Shaw Ashton
- 2008: Vinton G. Cerf, Robert E. Kahn, Victor Almon McKusick
- 2009: Dennis L. Meadows, David E. Kuhl
- 2010: Shun’ichi Iwasaki, Peter Vitousek
- 2011: Dennis Ritchie, Ken Thompson, Tadamitsu Kishimoto, Toshio Hirano
- 2012: Masato Sagawa, Janet D. Rowley, Nicholas B. Lydon, Brian J. Druker
- 2013: C. Grant Willson, Jean M. J. Fréchet, John Frederick Grassle
- 2014: Yasuharu Suematsu, C. David Allis
- 2015: Yutaka Takahashi, Theodore Friedmann, Alain Fischer
- 2016: Hideo Hosono, Steven D. Tanksley
- 2017: Adi Shamir, Emmanuelle Charpentier, Jennifer A. Doudna
- 2018: Akira Yoshino, Max Dale Cooper, Jacques Miller
- 2019: Yoshio Okamoto, Rattan Lal
- 2020: Robert G. Gallager, Svante Pääbo
- 2021: Martin Andrew Green, Bert Vogelstein, Robert A. Weinberg
- 2022: Katalin Karikó, Drew Weissman, Christopher Field
- 2023: Masataka Nakazawa, Kazuo Hagimoto, Gero Miesenböck, Karl Deisseroth
- 2024: Brian J. Hoskins, John Michael Wallace, Ronald M. Evans
- 2025: Russell Dean Dupuis, Carlos M. Duarte